# Solanum adscendens
Solanum adscendens Sendtn. es una especie de planta  fanerógama de la familia Solanaceae nativa de América. Ha sido encontrada en México, Costa Rica, El Salvador, Guatemala, Honduras, Nicaragua, Bolivia, Colombia, Ecuador, Paraguay, Argentina (Corrientes), Brasil y en Estados Unidos en Arizona y en Texas. Además, se ha naturalizado en partes de África.

## Descripción
Son hierbas erectas, que alcanzan un tamaño de 10–30 cm de alto, inermes; tallos hispídulos con tricomas simples, cortos y recurvados. Hojas solitarias o en pares subiguales, ovadas, 1–5 cm de largo, ápice agudo, base obtusa o redondeada, enteras, hirsutas; pecíolos hasta 1.5 cm de largo, hirsutos. Inflorescencias en racimos umbelados con pocas flores, volviéndose laterales, a veces agrupadas justo encima del suelo además de en el ápice de la planta, pedúnculos obsoletos, pedicelos 6–15 mm de largo, hirsutos; cáliz 3–4 mm de largo, hirsuto, profundamente lobado, lobos lanceolados; corola 7–10 mm de diámetro, blanca, levemente lobada, tomentosa por fuera; anteras ca 2 mm de largo. Baya globosa, 0.5–0.8 cm de diámetro, glabra, blanca opalescente y rayada, a veces rojiza, pedicelos fructíferos a veces solo ligeramente acrescentes, patentes; semillas discoides, 2–3 mm de diámetro.

## Distribución
Es una especie común, se encuentra en áreas abiertas poco drenadas, zonas pacífica y norcentral; a una altitud de 0–700 m; fl y fr may–oct;  desde México a Brasil.

## Taxonomía
Solanum adscendens fue descrita por Otto Sendtner y publicado en Flora Brasiliensis 10: 17–18, t. 1, f. 9–12. 1846.
Etimología
Solanum: nombre genérico que deriva del vocablo Latíno equivalente al Griego στρνχνος (strychnos) para designar el Solanum nigrum (la "Hierba mora") —y probablemente otras especies del género, incluida la berenjena— , ya empleado por Plinio el Viejo en su Historia naturalis (21, 177 y 27, 132) y, antes, por Aulus Cornelius Celsus en De Re Medica (II, 33). Podría ser relacionado con el Latín sol. -is, "el sol", debido a que la planta sería propia de sitios algo soleados.
adscendens: epíteto latino que significa "adscendente".
Sinonimia
- Salpichroa wrightii A. Gray
- Solanum deflexum Greenm.	[6]